# Football Club Seoul
Football Club Seoul (en coreano, FC 서울) es un club de fútbol profesional situado en Seúl (Corea del Sur). Fue fundado el 22 de diciembre de 1983 como Lucky-Goldstar Hwangso, un equipo controlado y financiado por el conglomerado empresarial Lucky-Goldstar (actual LG). Juega en la K League 1, máxima categoría del país. Es uno de los equipos más antiguos y más tradicionales de Corea del Sur.
El FC Seoul comenzó a competir en el campeonato surcoreano en 1984 y al año siguiente ganó la primera liga de su historia. Desde 1990 hasta 1995 se estableció en Seúl, después se mudó a la vecina ciudad de Anyang y en 2004 regresó a la capital, momento en el que también adoptó su denominación actual.
El FC Seoul es uno de los equipos más fuertes de Corea del Sur. En toda su historia ha ganado cinco K League (la última en la temporada 2012) y dos copas nacionales. A nivel internacional ha disputado dos finales de la Liga de Campeones de la AFC, sin ganar ninguna de ellas. Por otro lado, es una de las franquicias de la liga que atrae a un mayor número de aficionados. En 2012 un estudio aseguró que el Seoul era el club más valioso económicamente de la K League 1.
El propietario actual es el conglomerado GS Group, que surgió tras escindirse de LG a mediados de 2004. El club disputa sus partidos como local en el Estadio Mundialista de Seúl, con capacidad para 66 704 espectadores, y los colores tradicionales son el rojo y el negro.

## Historia

### Creación del club
El equipo fue fundado el 22 de diciembre de 1983 como «Lucky-Goldstar Hwangso» por el conglomerado empresarial Lucky-Goldstar (actual LG), especializado en productos electrónicos. La palabra Hwangso significa "toro". La empresa preparó la creación de su propio club de fútbol para participar en la recién nacida Liga Coreana, pero no llegó a tiempo y tuvo que esperar a la segunda temporada. Aunque quiso una franquicia de expansión en Seúl, la organización le concedió la representación de la provincia de Chungcheong.

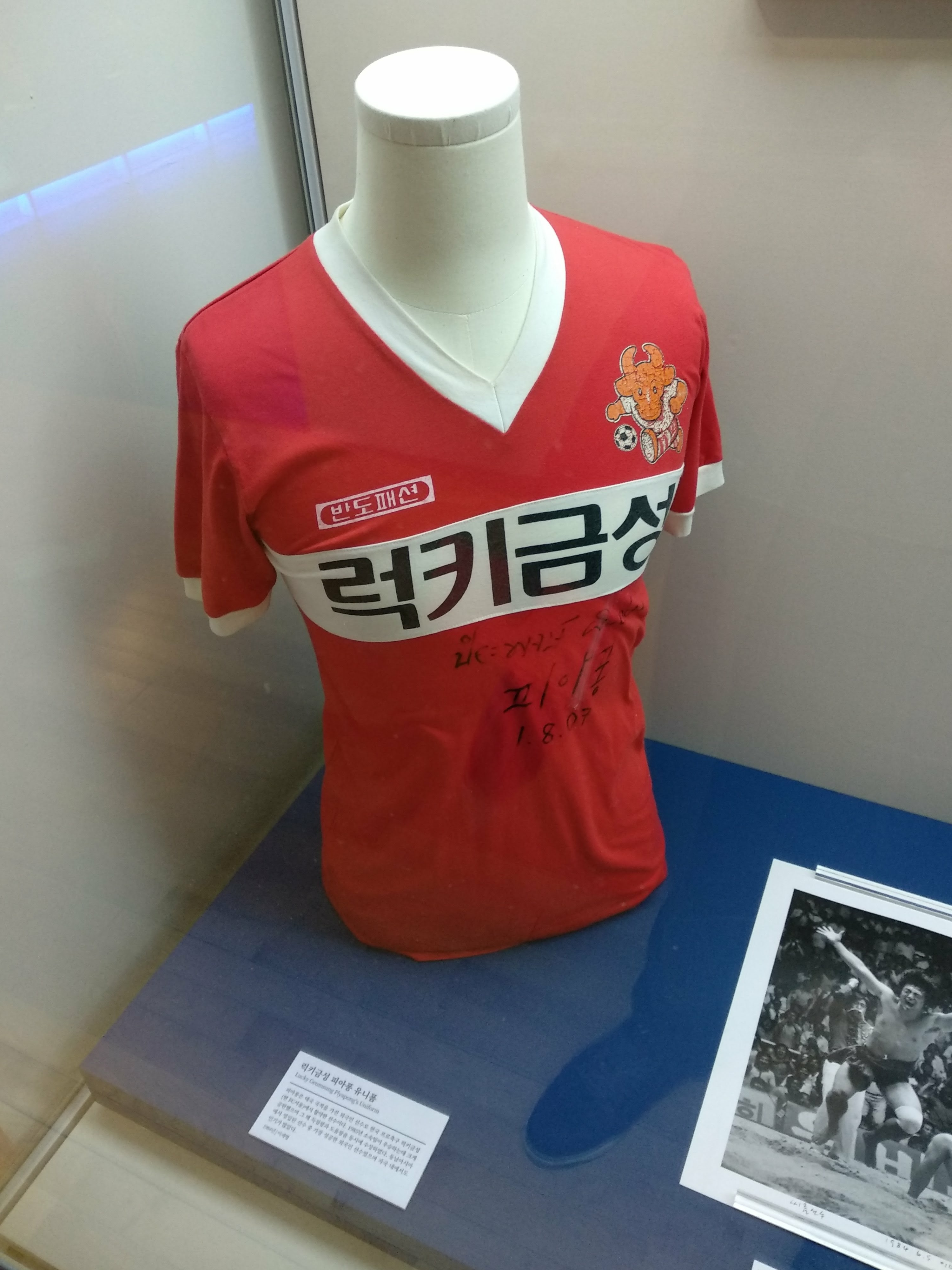
Camiseta de Piyapong Pue-on, quien jugó para el LG entre 1984 y 1986, exhibida en el Museo Nacional de Historia Contemporánea Coreana.

Debutó en la temporada 1984 y finalizó en penúltima posición de ocho participantes. Pero un año después, con una plantilla muy similar, se proclamó campeón de liga de 1985 con una actuación destacada de Piyapong Pue-on, delantero titular de la selección de Tailandia, que certificó un récord personal de 12 goles y seis asistencias. Aunque en 1986 llegó a la final por el título, no pudo revalidarlo porque perdió a doble partido contra el POSCO Atoms.
En 1990 Lucky-Goldstar pudo desplazar su franquicia a Seúl. Aunque la organización de la liga se negó en un principio, terminó invitando a varios participantes a trasladarse hacia la capital. El equipo se estableció en el Estadio Dongdaemun y, en su primer año allí, consiguió su segundo título nacional. Un año después los propietarios cambiaron el nombre de la entidad por el de «LG Cheetahs». A pesar de hacer fichajes como los de Arsenio Luzardo o Jeaustin Campos, no volvió a la senda del triunfo.
En 1996, tres de los nueve equipos participantes de la K League (LG Cheetahs, Yukong Kokkiri e Ilhwa Chunma) estaban ubicados en Seúl. Para conseguir que la afición a este deporte se consolidase en otras provincias del país, la liga promovió el traslado de al menos dos franquicias. Pero como no hubo acuerdo, los tres se tuvieron que marchar a otras localidades. LG recaló en Anyang, a solo veintiún kilómetros de la capital. Aunque su intención era volver a Seúl tan pronto como fuera posible, cimentó una base de aficionados en su nueva localía e incluso desarrolló una fuerte rivalidad con el Suwon Samsung Bluewings de la vecina Suwon, controlado por el rival empresarial Samsung. Su único título allí fue la Copa de Corea del Sur de 1998. En la temporada 2000, el Anyang LG Cheetahs ganó su tercer título, bajo la dirección del técnico Cho Kwang-rae. A nivel internacional, fue un subcampeón en la Copa de Clubes de Asia 2002.

### FC Seoul
El regreso a Seúl se produjo en 2004. Al término de la Copa Mundial de Fútbol de 2002, la Asociación de Fútbol de Corea invitó a los participantes de la K-League a que se establecieran en ciudades con estadio mundialista, para así rentabilizar las construcciones. Sin embargo, el Estadio Mundialista de Seúl quedó vacío. Las autoridades locales y la liga negociaron con LG, que aceptó en marzo trasladar su franquicia de Anyang a la capital para convertirla en el «FC Seoul». También hubo un cambio de propietarios al año siguiente: el conglomerado GS Group se separó de LG y se quedó con el control de varias empresas, entre ellas el club de fútbol.
El primer título que ganó fue la Copa de la Liga de Corea de 2006, con una actuación destacada del internacional Park Chu-young y el defensor Ki Sung-yeung. Un año después se produjo la llegada del primer entrenador extranjero, el turco Şenol Güneş. Aunque en su primer año no consiguió resultados, en 2008 fue subcampeón de la temporada regular, empatado a puntos con el líder, y jugó la final del campeonato contra su Suwon Bluewings, la cual perdieron por 2:3 en el resultado global. A finales de 2009 Güneş fue sustituido por el portugués Nelo Vingada, quien en su único año al frente logró un doblete de Liga y Copa en 2010.
En la temporada 2012 el FC Seoul ganó su quinta liga con un récord histórico: 96 puntos (29 victorias, 9 empates y 6 derrotas). El equipo estuvo entrenado por Choi Yong-soo y contó con futbolistas como Mauricio Molina, Ha Dae-sung, Kim Yong-dae y Dejan Damjanović, quien además fue máximo goleador con 31 tantos. Al año siguiente llegó a la final de la Liga de Campeones de la AFC 2013, que perdió contra el Guangzhou Evergrande chino por la diferencia de goles: 2:2 en Seúl y 1:1 en Cantón.
En la temporada 2018 el FC Seoul jugaría su peor temporada en toda su historia quedando en el lugar 11° después de una desastrosa temporada donde sufrió una prematura eliminación de la Copa de Corea del Sur y además juega el play-off de relegación/ascenso frente al Busan I' Park donde logró mantener la categoría en primera división venciendo al equipo de Busan en el Estadio Asiad de Busan 1-3 de manera visitante y en su casa, el Estadio Mundialista de Seúl empatarían 1-1 de esta manera con un global (4-2) salvar su lugar en la K-League 1.

## Escudo y uniforme
El escudo del FC Seoul presenta una forma octogonal, parecida a una cometa coreana. El interior es rojo y negro a rayas verticales y su borde es dorado. En el centro de la imagen se destaca la palabra "FC Seoul" y debajo figuran dos años: 1983 (fecha oficial de fundación) y 2004 (año del traslado a Seúl). La parte superior está coronada por un símbolo de la mitología coreana con un balón de fútbol. Existe también una mascota llamada "SSID".
El uniforme titular consta de una camiseta roja y negra a rayas verticales, pantalón negro y medias rojas. Según el propio club, el rojo simboliza "pasión y desafío", el negro "fuerza y delicadeza" y el dorado "gloria y riquezas". La equipación alternativa ha sufrido cambios a lo largo de su historia; la actual es amarilla con detalles negros. El fabricante de la ropa es Le Coq Sportif y el patrocinio corre a cargo de "Xi", empresa subsidiaria de GS Group.
Aunque la camiseta actual esté dominada por el rojo y el negro, no siempre fue así. El Lucky-Goldstar Hwangso debutó en 1984 con una equipación amarilla con pantalón negro y se pasó al rojo en 1986. En 1987 se obligó a todos los equipos a vestir de blanco en casa, pero la norma solo duró un año. Luego el amarillo se consolidó en la primera equipación hasta 1995, cuando se impuso el rojo (color corporativo de LG). Entre 1997 y 1999, ya en Anyang, se adoptó una camiseta a rayas verticales azules y rojas, hasta que en el 2001 se volvió al modelo anterior. En 2004 el FC Seoul jugó con camiseta roja y pantalón azul marino, y en 2005 asumió su composición actual.

### Evolución del uniforme
| Lucky-Goldstar Hwangso | LG Cheetahs | Anyang LG Cheetahs | Anyang LG Cheetahs (1999 a 2001) | FC Seoul (2004) | FC Seoul (actual) |

### Patrocinadores
| Año     | Marca deportiva | Patrocinador (dueño)            | Publicidad camiseta               | Notas |
| ------- | --------------- | ------------------------------- | --------------------------------- | --- |
| 1984–86 | Bando Fashion   | Lucky-Goldstar                  | 럭키금성 / Lucky-Goldstar         | - La camiseta de Lucky-Goldstar fue elaborada por Prospecs en la liga 1985.                                                      |
| 1987–94 | Bando Fashion   | GoldStar                        | 금성VTR / GoldStar VTR, etc.      | - Las medias fueron elaboradas por Prospecs en la liga 1993–96. - Bando Fashion fue renombrado LG Fashion en septiembre de 1995. |
| 1987–94 | Bando Fashion   | GoldStar                        | GoldStar                          | - Para partidos internacionales, Goldstar Printing apareció en inglés.                                                           |
| 1995–96 | LG Fashion      | LG Electronics                  | LG하이비디오/ LG HIGH VIDEO, etc. | - Marca de videocassette |
| 1997    | Reebok          | LG Information & Communications | 프리웨이 / FREEWAY, etc.          | - Empresa de telefonía móvil |
| 1998    | Adidas          | LG Electronics                  | LG 싸이언 / LG Cyon, etc.         | - Empresa de telefonía móvil |
| 1999    | Adidas          | LG Electronics                  | 디지털 LG / DIGITAL LG            | - LG Electronics Eslogan |
| 2000    | Adidas          | LG Telecom                      | 카이 / X                          | - Empresa de telefonía móvil |
| 2001–02 | Adidas          | LG Electronics                  | 싸이언 / Cyon                     | - Empresa de telefonía móvil |
| 2003    | Adidas          | LG Electronics                  | 엑스캔버스 / XCANVAS              | - Empresa de televisión |
| 2004    | Adidas          | LG Electronics                  | 싸이언 / Cyon                     | - Empresa de telefonía móvil |
| 2005–11 | Adidas          | GS E&C                          | 자이 / Xi                         | - Empresa de apartamentos |
| 2005–11 | Adidas          | Seoul Metropolitan Government   | Hi Seoul Soul oF Asia             | - Sólo para la AFC Champions League 2009                                                                                         |
| 2012–13 | Le Coq Sportif  | GS E&C                          | 자이 / Xi                         | - Empresa de apartamentos |
| 2014–16 | Le Coq Sportif  | GS SHOP                         | GS SHOP                           | - Marca de venta en línea |
| 2017–19 | Le Coq Sportif  | GS SHOP GS Caltex               | GS SHOP (local) KIXX (visitante)  | - Marca de venta en línea - Empresa de refinería                                                                                 |

## Estadio
El estadio donde el FC Seoul disputa sus partidos es el Estadio Mundialista de Seúl. Está situado en el distrito de Mapo, al noroeste del río Han. Su césped es natural y el aforo es de 66.704 espectadores, incluyendo 816 asientos vip, 754 para la zona de prensa y 75 palcos de lujo. Se diseñó sólo para albergar partidos de fútbol, por lo que las gradas están muy cerca del terreno de juego. Su techo cubre el 90% de las localidades y tiene forma de cometa coreana. Es el segundo recinto más grande de la ciudad, por detrás del Estadio Olímpico de Seúl.
La asistencia media al campo en encuentros de liga está entre 18.000 y 20.000 personas. Aunque supone un tercio del aforo total, es uno de los clubes que más gente atrae a su estadio. En duelos especiales, como el partido de máxima rivalidad con Suwon Samsung Bluewings o las finales de cualquier competición, se pueden superar las 50.000 localidades e incluso llenar el aforo.
Las obras comenzaron el 20 de octubre de 1998 y su inauguración oficial tuvo lugar el 10 de noviembre de 2001. Los costes superaron los 185 millones de dólares. Se construyó específicamente para la Copa Mundial de Fútbol de 2002 y durante el evento albergó el partido inaugural entre Francia y Senegal (0:1), un Turquía-China de la fase de grupos (3:0) y la semifinal entre Corea del Sur y Alemania (0:1). Años después fue sede de la Copa Mundial de Fútbol Sub-17 de 2007.
Cuando el Mundial terminó, el gobierno de la capital negoció con Anyang LG Cheetahs para que se trasladara a Seúl en 2004. También aprobó la construcción de instalaciones en los alrededores para dar vida a la zona, tales como un centro comercial, multicines y recintos deportivos. Además, el Estadio Mundialista ha albergado encuentros de la Selección de fútbol de Corea del Sur, conciertos y festivales. Cada año acoge el "Dream Concert", uno de los mayores eventos de la música pop coreana.
El FC Seoul no contó con su propio estadio cuando se fundó. Desde 1983 hasta 1987, los participantes representaban provincias y la K League disputaba series en las localidades más importantes. Cuando cambió el sistema, el equipo tuvo que jugar en varios campos del centro del país pero no tuvo una localía fija. Y en 1990 pudo trasladarse al Estadio Dongdaemun, que compartió con dos clubes más: Ilhwa Chunma y Yukong Kokkiri.

### Historial de estadios
- 1987 a 1989: Estadio Oryong de Cheonan (Cheonan), Estadio de Cheongju (Cheongju) y Complejo Deportivo de Daejeon (Daejeon)
- 1990 a 1995: Estadio Dongdaemun (Seúl)
- 1996 a 2003: Estadio de Anyang (Anyang)
- Desde 2004: Estadio Mundialista de Seúl

## Rivalidades
El F. C. Seoul mantiene una fuerte rivalidad con el Suwon Samsung Bluewings, frente al que disputa el Super Match (슈퍼매치), duelo clásico del fútbol surcoreano.
La rivalidad es fundamentalmente local, pues ambos forman parte del Área Metropolitana de la Capital. Mientras que Seúl es la capital del país, Suwon está situada a 30 kilómetros de distancia y es la ciudad más grande de la provincia de Gyeonggi. No obstante, se generó cuando el equipo rojinegro estaba ubicado en Anyang durante la década de 1990.
Existe también un trasfondo económico, pues ambos clubes están controlados por grandes conglomerados empresariales. El F. C. Seoul pertenece a GS Group (antigua subsidiaria de LG) y el Suwon Bluewings fue fundado por Samsung.

## Datos del club

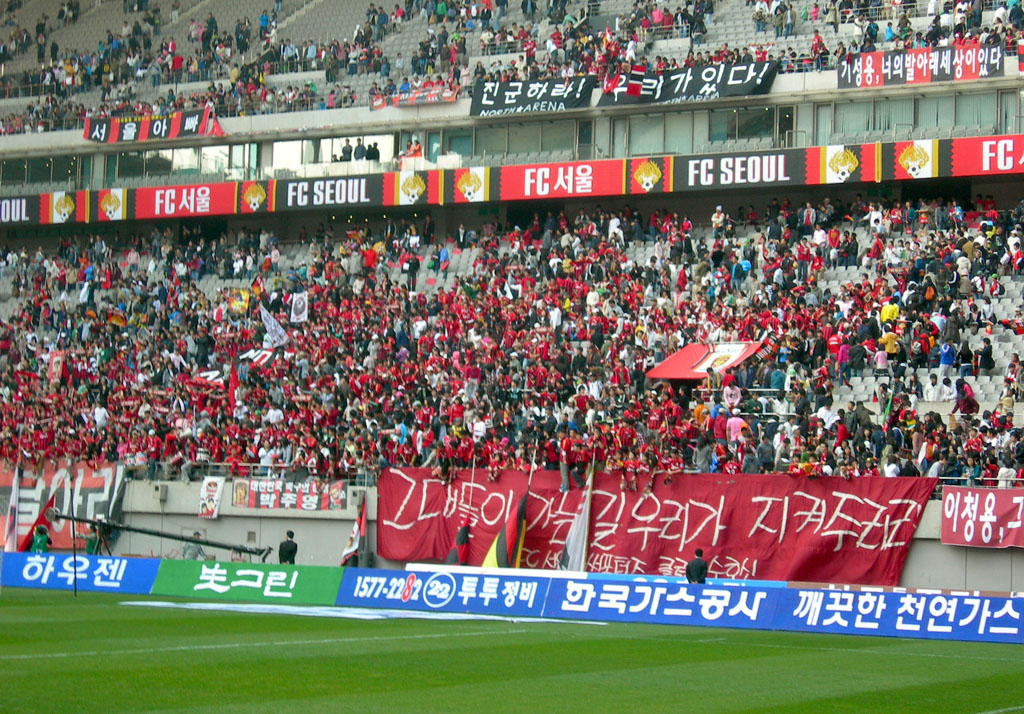
Un grupo de aficionados del FC Seoul anima en las gradas del Estadio Mundialista de Seúl.

- Temporadas en K League 1: 31

Debut: Temporada 1984
Mejor posición: 1º (seis ocasiones, la última en la temporada 2016)
Peor posición: 11º (Temporada 2018)
Descensos: Ninguno
- Participaciones en la Liga de Campeones de la AFC (9): 2001-02, 2009, 2011, 2013, 2014, 2015, 2016, 2017, 2020

Mejor posición: Subcampeón (temporadas 2002 y 2013)

### Denominaciones
- 1983 a 1990: Lucky-Goldstar Football Club / Lucky-Goldstar Hwangso (럭키금성 황소)
- 1991 a 1995: LG Cheetahs (LG 치타스)
- 1996 a 2003: Anyang LG Cheetahs (안양 LG 치타스)
- Desde 2004: FC Seoul (FC 서울)

## Participaciones en torneos de la AFC

#### Por competición
Nota: En negrita competiciones activas.
| Competición                              | Temp. | PJ | PG | PE | PP | GF  | GC  | Dif. | Puntos | Títulos | Subtítulos |
| ---------------------------------------- | ----- | -- | -- | -- | -- | --- | --- | ---- | ------ | ------- | ---------- |
| Liga de Campeones de la AFC (desde 1967) | 9     | 85 | 36 | 26 | 23 | 149 | 101 | +48  | 134    | –       | 2          |
| Total                                    | 9     | 85 | 36 | 26 | 23 | 149 | 101 | +48  | 134    | 0       | 2          |
| Actualizado a la Temporada 2022.         |       |    |    |    |    |     |     |      |        |         |            |

## Palmarés

### Torneos nacionales (12)
- K League 1 (6): 1985, 1990, 2000, 2010, 2012, 2016.

Subcampeón de la K League 1 (5): 1986, 1989, 1993, 2001, 2008.
- Korean FA Cup (3): 1988, 1998, 2015.
- Copa de la Liga (2): 2006, 2010.

Subcampeón de la Copa de la Liga (4): 1992, 1994, 1999, 2007.
- Supercopa (1): 2001.

Subcampeón de la Supercopa (1): 1999.

### Torneos internacionales
Subcampeón de la Liga de Campeones de la AFC (2): 2001–02, 2013.